# Boubacar Kamara
Pour les articles homonymes, voir Kamara.
Ne doit pas être confondu avec Aboubakar Kamara ou Abubakar Kamara.
Boubacar Kamara, né le 23 novembre 1999 à Marseille, est un footballeur international français qui évolue au poste de milieu défensif à Aston Villa.
Formé à l'Olympique de Marseille où il est capitaine des équipes de jeunes, Kamara y débute en professionnel fin 2016. Lors de la saison 2017-2018 il participe à la campagne européenne jusqu'en finale de la Ligue Europa. Durant l'exercice suivant, Kamara devient titulaire au sein de la défense olympienne. Il participe ensuite au titre de vice-champion de France 2019-2020 et à la deuxième place de l'OM lors de la saison 2021-2022. C'est d'ailleurs sa dernière saison à Marseille : en mai, il quitte son club formateur pour Aston Villa FC.
Kamara passe par toutes les équipes de France de jeunes à partir des moins de 17 ans. Après sa participation à l'Euro U17 de 2016, il remporte le Tournoi international U18 de Limoges la même année, puis atteint les quarts de finale de l'Euro U19 de 2018 et les huitièmes de la Coupe du monde U20 de 2019. Il est sélectionné en équipe de France A depuis 2022.

## Biographie

### Enfance et formation
Boubacar Kamara naît à Marseille d'un père sénégalais. Il est originaire du 9e arrondissement de Marseille, dans le quartier de la Soude. Enfant, il arpente les tribunes du stade Vélodrome avec sa mère Cathy, longtemps abonnée chez les Yankee.

### Carrière en club

#### Olympique de Marseille
Boubacar Kamara intègre le centre de formation de l'Olympique de Marseille en septembre 2005, à cinq ans, et y traverse toutes les catégories du club. Capitaine des différentes catégories au sein de l’institution puis de l’équipe U19, il dispute la finale de la Coupe Gambardella au stade de France en 2017.
Début 2016, à seize ans, Boubacar Kamara connaît ses premiers pas en senior, avec l'équipe réserve en CFA, alors qu'il est U17 doublement surclassé. Lors de la saison 2016-2017, Jacques Abardonado, nouvel entraîneur de la réserve olympienne, en fait un titulaire indiscutable.
Le 13 décembre 2016, Kamara fait ses débuts professionnels lors d'un match de Coupe de la Ligue contre le FC Sochaux-Montbéliard. Titulaire au poste de latéral droit, il est remplacé par Hiroki Sakai à la 82e minute de jeu. La rencontre se solde par une défaite aux tirs au but (défaite 1-1 tab 5-4). En mai 2017, il signe son premier contrat professionnel pour une durée de trois saisons.

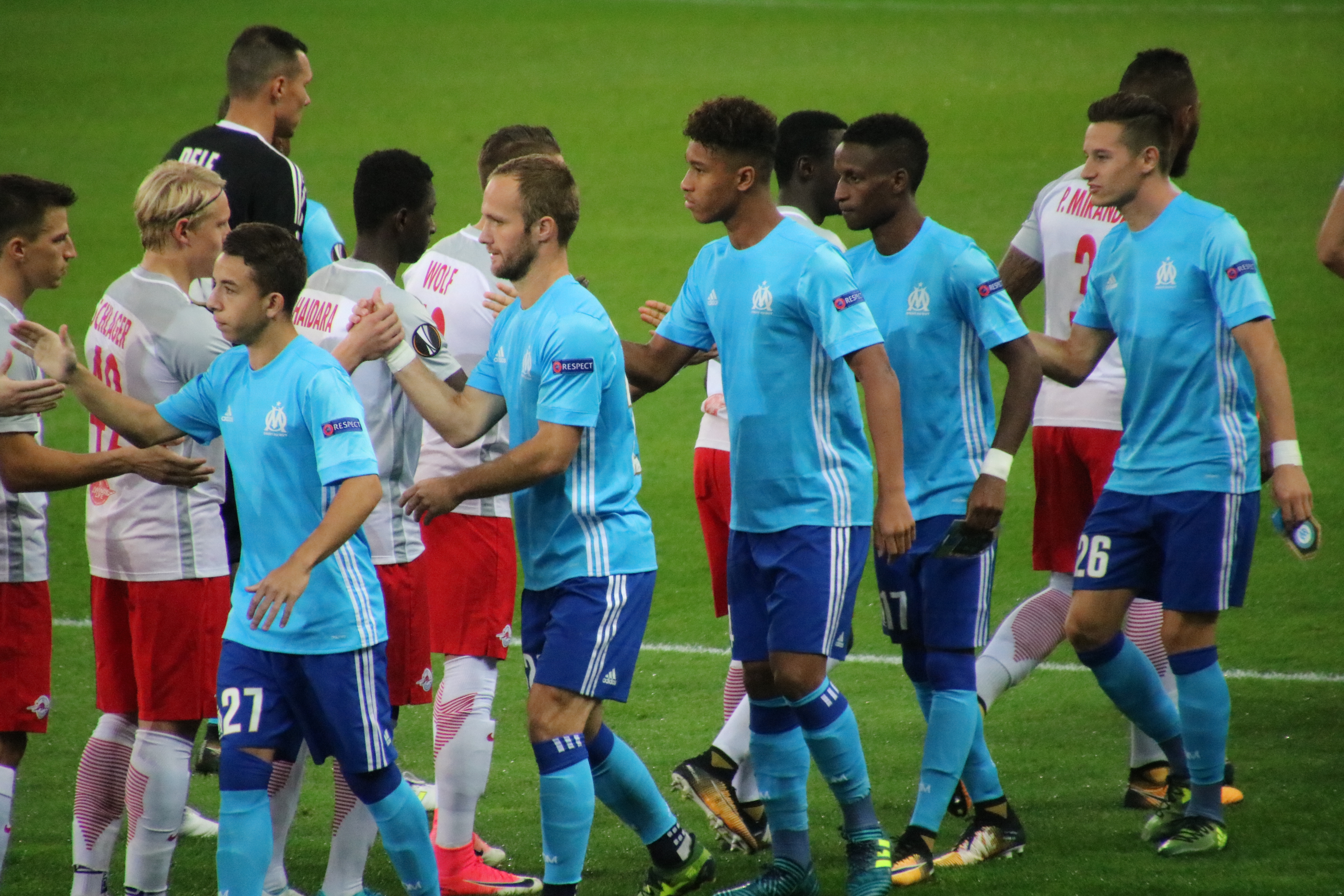
Kamara (au c.) contre le RB Salzbourg en Ligue Europa 2017-2018.

En septembre 2017, Kamara connaît son premier match au stade Vélodrome face à Konyaspor (victoire 1-0) en Ligue Europa 2017-2018. L'international français U20 devient dès lors le plus jeune joueur de l'histoire de l'OM titularisé en Coupe d'Europe (17 ans et 10 mois). Lors de cette saison 2017-2018, il prend part à la campagne européenne de l'OM en participant à six rencontres de C3, notamment lors des quarts de finale aller et retour contre le RB Leipzig (0-1 ; 5-2). À 18 ans et 4 mois, Boubacar Kamara devient le deuxième plus jeune joueur français à débuter un quart de finale de C3 après Laurent Roussey en 1980 (18 ans et 2 mois). Il est cependant sur le banc lors des demi-finales, puis de la finale perdue trois buts à zéro contre l'Atlético Madrid. Défenseur central de formation, il joue quatorze rencontres, majoritairement au poste de milieu défensif où Rudi Gardia le préfère.
En saison 2018-2019, le défenseur enchaîne 26 titularisations dans l'élite, aux côtés de Luiz Gustavo, de Rami puis de Caleta-Car. Le 5 février 2019, il marque son premier but en professionnel face aux Girondins de Bordeaux, le seul but de la rencontre. La fin du mercato estivale 2019 se fait attendre à Marseille mais se termine avec la prolongation de contrat de son plus grand espoir. Boubacar Kamara signe jusqu'en fin 2022, au grand bonheur des supporters et de son nouvel entraineur : André Villas-Boas.
Bien qu'il commence la saison 2019-2020 en tant que titulaire, il se blesse et manque quelques matchs. Son coach lui affirme sa confiance en le réaffirmant comme titulaire dès sa blessure terminée. Il inscrit son second but professionnel le 20 octobre 2019 à la 3e minute de jeu face à Strasbourg.
Sous les ordres de Jorge Sampaoli, il signe une saison 2021-2022 réussie. Il dispute 48 matchs toutes compétitions confondues et participe activement à la bonne saison marseillaise, conclue par une deuxième place en Ligue 1 et une demi-finale de Ligue Europa Conference.

#### Aston Villa
Le 22 mai 2022, dans le cadre de l'émission Téléfoot, Boubacar Kamara annonce aux journalistes de TF1 qu'il quitte l'Olympique de Marseille (alors qu'il est en fin de contrat), pour « un nouveau club, dans un nouveau championnat, un nouveau pays, une nouvelle culture » et cela sans citer le club dont il s'agit. Il est alors pressenti pour rejoindre l'Atlético Madrid.
Le lendemain, l'Aston Villa Football Club de Birmingham, alors quatorzième du classement de Premier League officialise ce recrutement. Sa décision est d'autant plus surprenante que l'Olympique de Marseille sort classé deuxième de Ligue 1 avec une qualification directe pour la Ligue des champions quand Aston Villa ne joue aucune compétition européenne. Supervisé en personne par Steven Gerrard, le milieu de terrain français de 22 ans signe un contrat de cinq ans pour un salaire de 150 000 £ par semaine selon la presse anglaise.
En février 2024, Kamara se blesse au genou droit lors d'un match opposant son club à Manchester United. Il est atteint d'une rupture des ligaments croisés, ce qui le contraint à une absence de plusieurs mois. Sur cette saison 2023-2024, il participe en tant que titulaire à vingt des vingt-quatre rencontres de championnat disputées par Aston Villa avant sa blessure.
Il revient à la compétition seulement huit mois plus tard, le 22 octobre en entrant en jeu lors d'une victoire deux buts à zéro en Ligue des Champions contre le Bologne FC.
En juillet 2025, il prolonge son contrat de trois saisons avec le club anglais.

### Carrière internationale
Appelé avec les équipes jeunes dès 2015, il participe au championnat d'Europe des moins de 17 ans en 2016. Lors de cette compétition, il joue deux matchs, contre le Danemark et l'Angleterre mais la France ne passe pas la phase de groupe en terminant dernière.
Souvent appelé avec les moins de 18 ans, il participe ensuite à la campagne de qualification pour l'Euro 2018 avec les moins de 19 ans emmenés par Bernard Diomède. Boubacar participe à la compétition l'été venu. Lors du troisième et dernier match de poule contre l'Angleterre, décisif pour la compétition, le défenseur de l’OM est l'auteur d'une longue ouverture remarquée pour Moussa Diaby, menant au but de Myziane Maolida (5-0). Les Bleuets perdent en quart de finale face à l'Italie.
En juin 2019, il fait partie de la liste de 23 pour la Coupe du monde des moins de 20 ans avec l’Équipe de France qui est éliminée en huitième de finale par les États-Unis. Dans cette compétition, il joue trois matches dont le huitième de finale.
Il est appelé pour la première fois en équipe de France par le sélectionneur Didier Deschamps le 19 mai 2022. Il est sélectionné à la suite de la blessure de Paul Pogba en club. Cette sélection vient clore le débat autour de la nation que Boubacar Kamara allait représenter à l'international. En effet, il fut régulièrement question de lui en équipe du Sénégal à l'approche de la coupe du monde au Qatar en 2022. Non utilisé contre le Danemark, il fête sa première sélection, le 3 juin, en entrant en jeu à la place d'Aurélien Tchouaméni contre la Croatie sur un match nul de 1-1 et joue ses deux premières titularisations contre l'Autriche (égalité 1-1) et, une nouvelle fois, contre la Croatie (défaite 1-0). Blessé au genou droit à la fin du mois de septembre, il effectue son retour à la compétition au début du mois de novembre mais n'est pas retenu pour la Coupe du monde qui commence deux semaines plus tard.
Joueur susceptible de figurer dans le groupe français pour l'Euro 2024, sa blessure aux ligaments croisés d'un genou survenue en février 2024 l'empêche de pouvoir postuler à une sélection.

## Style de jeu

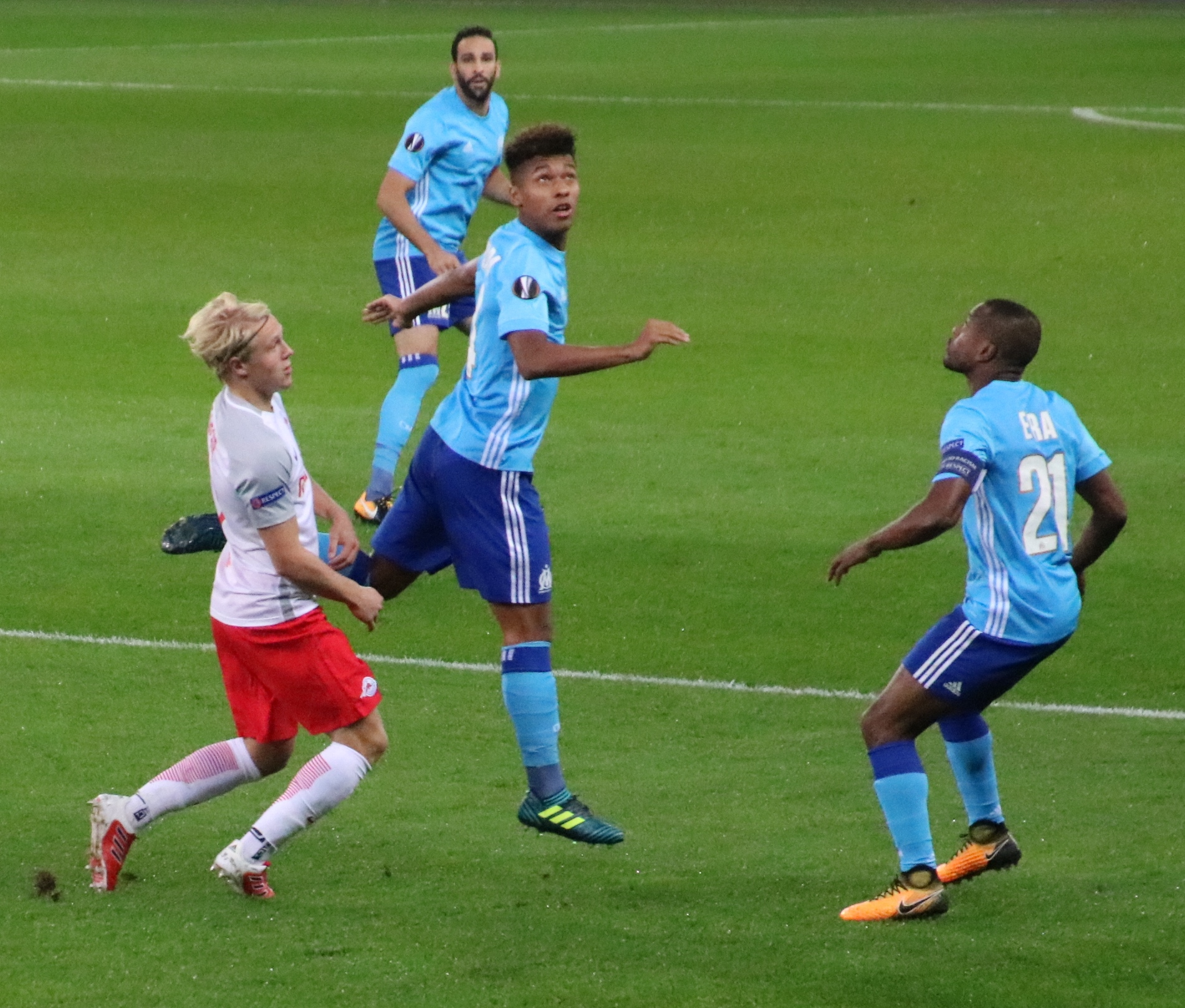
Kamara se distingue par son sens de l'anticipation.

Défenseur central de formation, Boubacar Kamara évolue majoritairement au poste de milieu défensif.
Son entraîneur au sein de la réserve olympienne, Jacques Abardonado, dit de lui : « Il a un excellent jeu de tête, une grande intelligence de placement et un sens de l'anticipation très développé. Boubacar sait lire et anticiper les courses adverses et les ballons en profondeur. Puis, techniquement, il sait tout faire avec le ballon. (...) La sérénité qu'il affiche est extraordinaire. Elle lui est bénéfique mais donne aussi confiance à ses coéquipiers car il la propage sur le terrain. (...) Il a la capacité de créer des décalages et de casser les lignes par la passe ».
Rudi Garcia est le premier entraineur a le positionner au poste de milieu défensif, d’abord par un concours de circonstance, puis par choix assumé. Dans le 4-2-3-1, il formera un duo complémentaire aux côtés de l’expérimenté brésilien Luiz Gustavo.
Lors de la saison 2018-2019, le défenseur d'1,86m épate par la propreté de ses interventions (une moyenne de 2,1 tacles par match pour 0,8 faute) et l'intelligence de son positionnement, toujours pensé pour faciliter la récupération du ballon par l'interception.
Sous la coupe d'Unai Emery à Aston Villa, son sens tactique très aiguisé lui vaut d'être reconnu comme l'un des meilleurs 6 du championnat. L'ancien marseillais va enchaîner des performances de haut niveau face à des tops clubs comme Manchester City, notamment lors de la saison 2023-24 où Villa déjoue les pronostics et s'invite dans la course au top 4,. Ses interventions défensives sont souvent justes, son sens du jeu lui permet de soulager son équipe lorsque l'adversaire cherche à récupérer le ballon haut sur le terrain. Son duo avec Douglas Luiz est sans aucun doute l'un des facteurs X qui influence la surprenante saison des "Lions".

## Vie privée
Depuis 2018, il partage la vie de Coralie Kamara Porrovecchio, ancienne candidate de télé réalité. Ensemble, ils sont parents de 3 enfants : Leeroy Kamara  né le 23 mai 2020, Kingsley Kamara né le 10 janvier 2022 et Sleylee Kamara née le 21 janvier 2024.
Ils se sont mariés le 3 juin 2023.

## Statistiques
| Saison                | Club                   | Championnat           | Championnat | Championnat | Championnat | Coupe nationale | Coupe nationale | Coupe nationale | Coupe de la Ligue | Coupe de la Ligue | Coupe de la Ligue | Supercoupe | Supercoupe | Supercoupe | Compétition(s) continentale(s) | Compétition(s) continentale(s) | Compétition(s) continentale(s) | Compétition(s) continentale(s) | Total | Total | Total |
| Saison                | Club                   | Division              | M.          | B.          | P.d.        | M.              | B.              | P.d.            | M.                | B.                | P.d.              | M.         | B.         | P.d.       | Comp.                          | M.                             | B.                             | P.d.                           | M.    | B.    | P.d.  |
| 2016-2017             | Olympique de Marseille | Ligue 1               | -           | -           | -           | -               | -               | -               | 1                 | 0                 | 0                 | -          | -          | -          | -                              | -                              | -                              | -                              | 1     | 0     | 0     |
| 2017-2018             | Olympique de Marseille | Ligue 1               | 6           | 0           | 1           | 2               | 0               | 0               | -                 | -                 | -                 | -          | -          | -          | C3                             | 6                              | 0                              | 0                              | 14    | 0     | 1     |
| 2018-2019             | Olympique de Marseille | Ligue 1               | 31          | 1           | 0           | -               | -               | -               | -                 | -                 | -                 | -          | -          | -          | C3                             | 5                              | 0                              | 0                              | 36    | 1     | 0     |
| 2019-2020             | Olympique de Marseille | Ligue 1               | 24          | 1           | 2           | 3               | 1               | 0               | 1                 | 0                 | 0                 | -          | -          | -          | -                              | -                              | -                              | -                              | 28    | 2     | 2     |
| 2020-2021             | Olympique de Marseille | Ligue 1               | 35          | 0           | 2           | 2               | 0               | 0               | -                 | -                 | -                 | 1          | 0          | 0          | C1                             | 5                              | 0                              | 0                              | 43    | 0     | 2     |
| 2021-2022             | Olympique de Marseille | Ligue 1               | 34          | 1           | 0           | 2               | 0               | 0               | -                 | -                 | -                 | -          | -          | -          | C3+C4                          | 5+7                            | 0                              | 0                              | 48    | 1     | 0     |
| Sous-total            | Sous-total             | Sous-total            | 130         | 3           | 5           | 9               | 1               | 0               | 2                 | 0                 | 0                 | 1          | 0          | 0          | -                              | 28                             | 0                              | 0                              | 170   | 4     | 5     |
| 2022-2023             | Aston Villa FC         | Premier League        | 24          | 0           | 1           | -               | -               | -               | 2                 | 0                 | 0                 | -          | -          | -          | -                              | -                              | -                              | -                              | 26    | 0     | 1     |
| 2023-2024             | Aston Villa FC         | Premier League        | 20          | 0           | 1           | 3               | 0               | 0               | 1                 | 1                 | 0                 | -          | -          | -          | C4                             | 6                              | 0                              | 0                              | 30    | 1     | 1     |
| 2024-2025             | Aston Villa FC         | Premier League        | 26          | 1           | 0           | 4               | 0               | 0               | 1                 | 0                 | 0                 | -          | -          | -          | C1                             | 10                             | 0                              | 0                              | 41    | 1     | 0     |
| 2025-2026             | Aston Villa FC         | Premier League        | 1           | 0           | 0           | -               | -               | -               | -                 | -                 | -                 | -          | -          | -          | C3                             | -                              | -                              | -                              | 1     | 0     | 0     |
| Sous-total            | Sous-total             | Sous-total            | 71          | 1           | 2           | 7               | 0               | 0               | 4                 | 1                 | 0                 | -          | -          | -          | -                              | 16                             | 0                              | 0                              | 98    | 2     | 2     |
| Total sur la carrière | Total sur la carrière  | Total sur la carrière | 201         | 4           | 7           | 16              | 1               | 0               | 6                 | 1                 | 0                 | 1          | 0          | 0          | -                              | 44                             | 0                              | 0                              | 268   | 6     | 7     |

### En sélection nationale
| Saison                | Sélection             | Phases finales        | Phases finales | Phases finales | Éliminatoires | Éliminatoires | Ligue des nations | Ligue des nations | Matchs amicaux | Matchs amicaux | Total | Total |
| Saison                | Sélection             | Compétition           | M              | B              | M             | B             | M                 | B                 | M              | B              | M     | B     |
| --------------------- | --------------------- | --------------------- | -------------- | -------------- | ------------- | ------------- | ----------------- | ----------------- | -------------- | -------------- | ----- | ----- |
| 2021-2022             | France                | -                     | -              | -              | -             | -             | 3                 | 0                 | -              | -              | 3     | 0     |
| 2022-2023             | France                | -                     | -              | -              | -             | -             | -                 | -                 | -              | -              | 0     | 0     |
| 2023-2024             | France                | -                     | -              | -              | 1             | 0             | -                 | -                 | 1              | 0              | 2     | 0     |
| Total sur la carrière | Total sur la carrière | Total sur la carrière | -              | -              | 1             | 0             | 3                 | 0                 | 1              | 0              | 5     | 0     |

### Liste des matchs internationaux
| Matchs internationaux de Boubacar Kamara | Matchs internationaux de Boubacar Kamara | Matchs internationaux de Boubacar Kamara       | Matchs internationaux de Boubacar Kamara | Matchs internationaux de Boubacar Kamara | Matchs internationaux de Boubacar Kamara | Matchs internationaux de Boubacar Kamara                              |
|                                          | Date                                     | Lieu                                           | Adversaire                               | Résultat                                 | Compétition                              | Notes                                                                 |
| ---------------------------------------- | ---------------------------------------- | ---------------------------------------------- | ---------------------------------------- | ---------------------------------------- | ---------------------------------------- | --------------------------------------------------------------------- |
| 1.                                       | 6 juin 2022                              | Stade de Poljud, Split, Croatie                | Croatie                                  | 1 - 1                                    | Ligue des nations 2022-2023              | Entre en jeu à la place d'Aurélien Tchouaméni à la 62e minute de jeu. |
| 2.                                       | 10 juin 2022                             | Stade Ernst-Happel, Vienne, Autriche           | Autriche                                 | 1 - 1                                    | Ligue des nations 2022-2023              | Titulaire.                                                            |
| 3.                                       | 13 juin 2022                             | Stade de France, Saint-Denis, France           | Croatie                                  | 0 - 1                                    | Ligue des nations 2022-2023              | Titulaire et remplacé par Aurélien Tchouaméni à la 46e minute de jeu. |
| 4.                                       | 17 octobre 2023                          | Stade Pierre-Mauroy, Villeneuve-d'Ascq, France | Écosse                                   | 4 - 1                                    | Match amical                             | Entre en jeu à la place d'Aurélien Tchouaméni à la 77e minute de jeu. |
| 5.                                       | 18 novembre 2023                         | Allianz Riviera, Nice, France                  | Gibraltar                                | 14 - 0                                   | Éliminatoires de l'Euro 2024             | Entre en jeu à la place d'Adrien Rabiot à la 67e minute de jeu.       |

## Palmarès

### En club
Avec l'Olympique de Marseille, Boubacar Kamara est finaliste de la Coupe Gambardella en 2016-2017 avec l'équipe des moins de 19 ans. 
Avec l'équipe première, Kamara est finaliste de la Ligue Europa en 2018 et vice-champion de France en 2020 et 2022.

### En sélection
Il remporte le Tournoi de Limoges avec l’équipe de France U18 en 2016.
| Olympique de Marseille |
| --- |
| - Ligue 1 - Vice-champion : 2019-20 et 2021-22 - Ligue Europa - Finaliste : 2018 - Coupe Gambardella - Finaliste : 2017 - Trophée des champions - Finaliste : 2020 |

## Distinctions personnelles
Boubacar Kamara est nommé pour plusieurs titres majeurs de meilleurs jeunes. Il fait partie des quarante nommés pour le Golden Boy en 2018 puis en 2019. Par le quotidien L’Équipe, Boubacar Kamara est classé 26e des meilleurs U20 de la saison 2018-2019. Il est aussi nommé pour le Trophée UNFP du meilleur espoir de Ligue 1 lors de la saison 2018-2019. Auparavant, il reçoit le Trophée Boulanger du meilleur jeune du centre de formation de l’Olympique de Marseille de la saison 2016-2017.
Il est présent dans l’équipe type de Ligue 1 de la saison 2019-2020.
Il est également présent dans l’équipe type des U21 de la saison 2019-2020.
Dans des cas plus ponctuels, Kamara est présent dans plusieurs équipes-types de journée de Ligue 1 : 38e journée de la saison 2017-2018, 1re, 24e et 27e journées de 2018-2019 puis 10e et 20e journées de 2019-2020.
Après avoir été élu meilleur olympien du mois de février 2019 et olympien du match de Ligue 1 contre l’AS Saint-Étienne le 5 février 2020, Boubacar est élu par les supporters "Olympien de la saison 2020-2021".